# Секрет Ноэми
«Секрет Ноэми» (фр. Noémie : Le Secret) — канадский фильм Квебека с элементами комедии, снятый в 2009 году, не имеющий возрастных ограничений, а потому предназначен для просмотра всей семьёй.

## Сюжет
Родители Ноэми постоянно в разъездах по работе, поэтому они часто оставляют дочурку соседской пожилой женщине мадам Люмбаго. Однажды, проводя вечер у мадам Люмбаго, Ноэми вспоминает про сокровище, о котором ей рассказал покойный муж мадам Люмбаго Эмиль. По словам Эмиля, сокровище спрятано где-то в доме мадам Люмбаго. Ноэми и её друг-ровесник Фрэнсис решают во что бы то ни стало найти это сокровище. Сумеют ли они это сделать? И что же это за сокровище? Перед зрителями развивается своеобразный детектив.

## В ролях
- Камилль Фелтон — Ноэми
- Николя Лалиберте — Фрэнсис
- Реймон Бушар — Эмиль Люмбаго
- Рита Лафонтен — мадам Люмбаго
- Поль Дусе — Франсуа, папа Ноэми
- Марина Орсини — Жанна, мама Ноэми
- Катрин Бежен — Мишлин, бабушка Ноэми
- Эдит Кокрейн — учитель